# Relaciones Malasia-México
Las naciones de Malasia y México establecieron relaciones diplomáticas en 1974. Ambas naciones son miembros del Foro de Cooperación Económica Asia-Pacífico y las Naciones Unidas.

## Historia
En agosto de 1966, diplomáticos de Malasia y México se reunieron en Washington D. C., Estados Unidos para discutir la posibilidad de establecer relaciones diplomáticas. No fue hasta el 27 de marzo de 1974 cuando se establecieron relaciones diplomáticas entre las dos naciones. Al principio, ninguna nación tenía una misión diplomática residente y México estaba acreditado a Malasia desde su embajada en Yakarta, Indonesia, mientras que Malasia estaba acreditada a México desde su embajada en Washington D. C. En 1985, México abrió un consulado honorario en Kuala Lumpur. En octubre de 1985, después de la coronación del rey Iskandar de Johor; ambas naciones comenzaron las conversaciones de la apertura de misiones diplomáticas residentes en sus respectivas capitales. En octubre de 1991, México abrió una embajada en Kuala Lumpur. En 1992, Malasia abrió una embajada en la Ciudad de México.
En septiembre de 1991, el primer ministro malasio Mahathir Mohamad realizó una visita oficial a México, siendo el primer jefe de Estado malasio en visitar México. Durante su visita a México, se firmaron varios acuerdos entre ambas naciones, en particular el apoyo de Malasia a México para unirse al Foro de Cooperación Económica Asia-Pacífico (APEC). En noviembre de 1998, el presidente mexicano Ernesto Zedillo visitó Malasia para asistir a la X Cumbre de la APEC celebrada en Kuala Lumpur. En octubre de 2002, el vice primer ministro malasio Abdullah Ahmad Badawi realizó una visita a Los Cabos, México para participar en la 14.ª Cumbre APEC.
En julio de 2010, la secretaria de Relaciones Exteriores de México, Patricia Espinosa, realizó una visita a Malasia. En 2019, ambas naciones celebraron su primera reunión de consultas políticas bilaterales en la Ciudad de México, a la que asistió el Secretario General de la Cancillería de Malasia, Sri Muhammad Shahrul Ikram Bin Yaacob. Durante las consultas políticas, ambas naciones discutieron sobre un mejor acceso a los mercados, incluso para los productos mexicanos con certificación Halal en Malasia. También acordaron la promoción conjunta en las regiones geográficas donde cada uno tenga mayor experiencia.
En 2024, ambas naciones celebraron 50 años de relaciones diplomáticas.

## Visitas de alto nivel
Visitas de alto nivel de Malasia a México
- Primer ministro Mahathir Mohamad (1991)
- Vice primer ministro Abdullah Ahmad Badawi (2002)
- Secretario General de la Cancillería Sri Muhammad Shahrul Ikram Bin Yaacob (2019)

Visitas de alto nivel de México a Malasia
- Presidente Ernesto Zedillo (1998)
- Subsecretaria de Relaciones Exteriores Lourdes Aranda (2009)
- Secretaria de Relaciones Exteriores Patricia Espinosa Cantellano (2010)
- Secretario de Economía Bruno Ferrari García de Alba (2012)
- Subsecretario de Relaciones Exteriores Carlos de Icaza González (2016)

## Acuerdos bilaterales
Ambas naciones han firmado varios acuerdos bilaterales, tales como un Acuerdo de cooperación conjunta entre empresas de Malasia y México para refinar el aceite de palma (1991); Acuerdo sobre crédito y pagos recíprocos entre el Bank Negara Malaysia y el Banco de México (1991); Acuerdo sobre transporte aéreo (1992); Memorando de Entendimiento en Cooperación de Telecomunicaciones (1994) y un Memorando de Entendimiento en Cooperación Agrícola (1994).

## Comercio
En 2018, ambas naciones se convirtieron en signatarias del Acuerdo Amplio y Progresista de Asociación Transpacífico. En 2023, el comercio bilateral entre ambas naciones ascendió a $12.4 mil millones de dólares. Las principales exportaciones de Malasia a México son: circuitos electrónicos integrados, teléfonos y teléfonos móviles, repuestos y accesorios para máquinas, repuestos y accesorios para vehículos de motor, tubos de cobre, petróleo, y productos químicos. Las principales exportaciones de México a Malasia son: teléfonos y teléfonos móviles, máquinas de procesamiento de datos, minerales y concentrados de cobre, hierro y acero, piezas para ferrocarriles, pescado y alcohol.
Empresas multinacionales malasio como Petronas y Sapura Energy (entre otras) operan en México. Empresas multinacionales mexicanas como Binbit, Cemex, Gruma y KidZania (entre otras) operan en Malasia.

## Misiones diplomáticas residentes
- Malasia tiene una embajada en la Ciudad de México.[12]
- México tiene una embajada en Kuala Lumpur.[13]

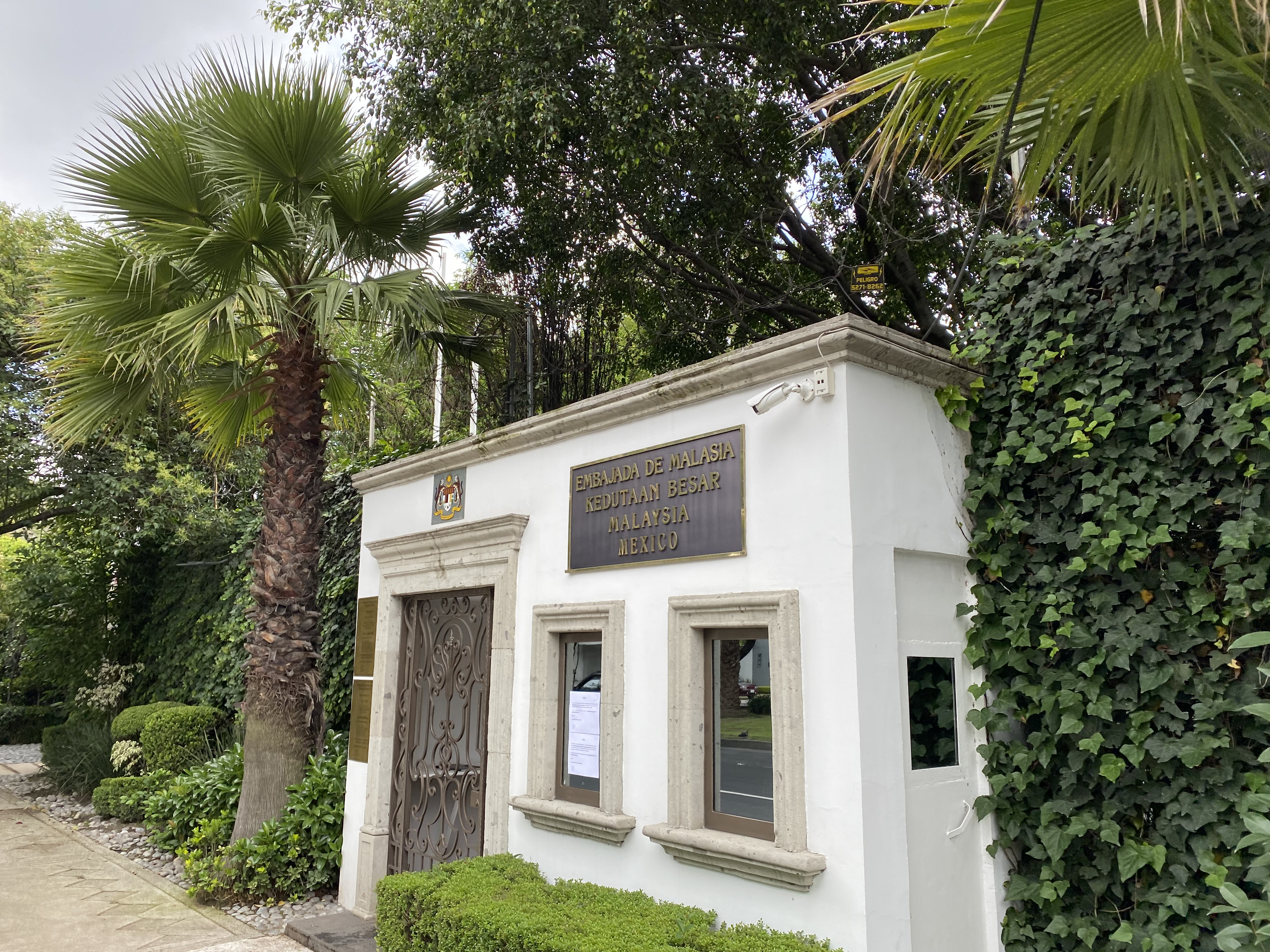
Embajada de Malasia en la Ciudad de México
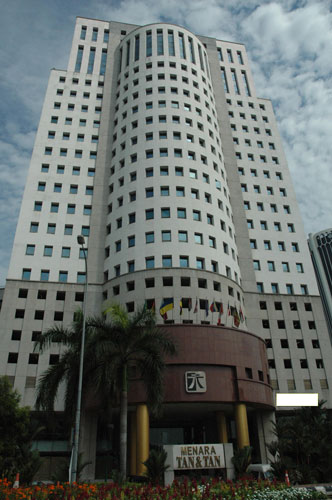
Edificio alojando a la Embajada de México en Kula Lumpur